# Rally di Finlandia 2021
Il Rally di Finlandia 2021, ufficialmente denominato 70th Secto Automotive Rally Finland, è stata la decima prova del campionato del mondo rally 2021, nonché la settantesima edizione del Rally di Finlandia e la quarantottesima con valenza mondiale. La manifestazione, al ritorno nel mondiale dopo l'annullamento dell'edizione 2020 a causa della pandemia di COVID-19, si è svolta dal 1º al 3 ottobre sugli ondulati sterrati che attraversano le foreste della Finlandia Centrale nel territorio attorno alla città di Jyväskylä, sede abituale del rally, nella quale fu allestito anche il parco assistenza per tutti i concorrenti.
L'evento è stato vinto dal britannico Elfyn Evans, navigato dal connazionale Scott Martin, al volante di una Toyota Yaris WRC del team Toyota Gazoo Racing WRT, seguiti dalla coppia estone formata da Ott Tänak e Martin Järveoja e da quella irlandese composta da Craig Breen e Paul Nagle, equipaggi giunti rispettivamente al secondo e al terzo posto ed ambedue alla guida di una Hyundai i20 Coupe WRC della squadra Hyundai Shell Mobis WRT. Per Evans si trattò della quinta vittoria in carriera mentre per Martin fu la quarta, la prima in Finlandia per entrambi. Fu invece il primo equipaggio interamente britannico ad aggiudicarsi il prestigioso appuntamento finlandese, con Evans il secondo pilota del Regno Unito a comparire nell'albo d'oro dopo Kris Meeke, vincitore nel 2017.
Il finlandesi Teemu Suninen e Mikko Markkula, su Volkswagen Polo GTI R5 della squadra Movisport SRL, hanno invece conquistato il successo nel campionato WRC-2; nella serie WRC-3 la vittoria è invece andata all'altro equipaggio di casa composto da Emil Lindholm e Reeta Hämäläinen alla guida di una Škoda Fabia Rally2 Evo.

## Dati della prova
| Denominazione ufficiale             | Secto Automotive Rally Finland                        |
| Edizione N°                         | 70                                                    |
| Tappa N°                            | 9 di 12                                               |
| Data manifestazione                 | da venerdì 01/10/2021 a domenica 03/10/2021           |
| Sede ospitante                      | Jyväskylä (Finlandia Centrale, Finlandia)             |
| Sede parco assistenza               | Paviljonki, Jyväskylä                                 |
| Superficie                          | Sterrato                                              |
| Direttore di gara                   | Kai Tarkiainen                                        |
| Iscritti                            | 43                                                    |
| Partiti                             | 43                                                    |
| Arrivati                            | 37 (86%)                                              |
| Prove speciali                      | 19                                                    |
| Prova più breve                     | 2,31 km (PS1 e PS15: Harju)                           |
| Prova più lunga                     | 22,61 km (PS8 e PS12: Päijälä)                        |
| Prova più lenta                     | velocità media di 75,81 km/h (PS1: Harju 1)           |
| Prova più veloce                    | velocità media di 133,02 km/h (PS18: Laukaa 2)        |
| Lunghezza prove speciali            | 287,11 km (27,1% della distanza totale)               |
| Lunghezza complessiva trasferimenti | 772,53 km                                             |
| Distanza totale                     | 1059,64 km                                            |
| Media oraria del vincitore          | velocità media di 123,7 km/h (287,11 km in 2h19'13"7) |

## Itinerario
| Frazione           | Prova  | Ora    | Nome                                                | Lunghezza | Totale    |
| ------------------ | ------ | ------ | --------------------------------------------------- | --------- | --------- |
| Frazione 1 (1 ott) | PS1    | 13:38  | Harju 1                                             | 2,31 km   | 89,42 km  |
| Frazione 1 (1 ott) | PS2    | 14:36  | Ässämäki 1                                          | 12,31 km  | 89,42 km  |
| Frazione 1 (1 ott) | PS3    | 15:26  | Sahloinen-Moksi 1                                   | 21,37 km  | 89,42 km  |
| Frazione 1 (1 ott) | PS4    | 17:08  | Ässämäki 2                                          | 12,31 km  | 89,42 km  |
| Frazione 1 (1 ott) | PS5    | 17:58  | Sahloinen-Moksi 2                                   | 21,37 km  | 89,42 km  |
| Frazione 1 (1 ott) | PS6    | 19:00  | Oittila                                             | 19,75 km  | 89,42 km  |
| Frazione 1 (1 ott) |        | 20:15  | Assistenza (flexi) – Paviljonki, Jyväskylä (45 min) | –         | 89,42 km  |
|                    |        |        |                                                     |           |           |
| Frazione 2 (2 ott) |        | 08:16  | Assistenza – Paviljonki, Jyväskylä (15 min)         | –         | 151,95 km |
| Frazione 2 (2 ott) | PS7    | 08:16  | Kakaristo-Hassi 1                                   | 18,17 km  | 151,95 km |
| Frazione 2 (2 ott) | PS8    | 09:14  | Päijälä 1                                           | 22,61 km  | 151,95 km |
| Frazione 2 (2 ott) | PS9    | 10:38  | Arvaja 1                                            | 13,49 km  | 151,95 km |
| Frazione 2 (2 ott) | PS10   | 11:28  | Patajoki 1                                          | 20,55 km  | 151,95 km |
| Frazione 2 (2 ott) |        | 13:28  | Assistenza (flexi) – Paviljonki, Jyväskylä (30 min) | –         | 151,95 km |
| Frazione 2 (2 ott) | PS11   | 15:16  | Kakaristo-Hassi 2                                   | 18,17 km  | 151,95 km |
| Frazione 2 (2 ott) | PS12   | 16:14  | Päijälä 2                                           | 22,61 km  | 151,95 km |
| Frazione 2 (2 ott) | PS13   | 17:38  | Arvaja 2                                            | 13,49 km  | 151,95 km |
| Frazione 2 (2 ott) | PS14   | 18:28  | Patajoki 2                                          | 20,55 km  | 151,95 km |
| Frazione 2 (2 ott) | PS15   | 20:00  | Harju 2                                             | 2,31 km   | 151,95 km |
| Frazione 2 (2 ott) |        | 20:30  | Assistenza (flexi) – Paviljonki, Jyväskylä (45 min) | –         | 151,95 km |
|                    |        |        |                                                     |           |           |
| Frazione 3 (3 ott) |        | 07:27  | Assistenza – Paviljonki, Jyväskylä (15 min)         | –         | 45,74 km  |
| Frazione 3 (3 ott) | PS16   | 08:35  | Laukaa 1                                            | 11,75 km  | 45,74 km  |
| Frazione 3 (3 ott) | PS17   | 09:38  | Ruuhimäki 1                                         | 11,12 km  | 45,74 km  |
| Frazione 3 (3 ott) | PS18   | 11:01  | Laukaa 2                                            | 11,75 km  | 45,74 km  |
| Frazione 3 (3 ott) | PS19   | 13:18  | Ruuhimäki 2 (power stage)                           | 11,12 km  | 45,74 km  |
| Totale             | Totale | Totale | Totale                                              | Totale    | 287,11 km |

## Risultati

### Classifica
| Pos.      | Nº       | Pilota           | Co-pilota              | Auto                   | Squadra                 | Classe      | Tempo     | Distacco   | Punti    |
| Generale  | Generale | Generale         | Generale               | Generale               | Generale                | Generale    | Generale  | Generale   | Generale |
| --------- | -------- | ---------------- | ---------------------- | ---------------------- | ----------------------- | ----------- | --------- | ---------- | -------- |
| 1.        | 33       | Elfyn Evans      | Scott Martin           | Toyota Yaris WRC       | Toyota Gazoo Racing WRT | WRC         | 2h19'13"7 | –          | 30       |
| 2.        | 8        | Ott Tänak        | Martin Järveoja        | Hyundai i20 Coupe WRC  | Hyundai Shell Mobis WRT | WRC         | 2h19'27"8 | +14"1      | 22       |
| 3.        | 42       | Craig Breen      | Paul Nagle             | Hyundai i20 Coupe WRC  | Hyundai Shell Mobis WRT | WRC         | 2h19'55"9 | +42"2      | 16       |
| 4.        | 4        | Esapekka Lappi   | Janne Ferm             | Toyota Yaris WRC       | RTE-Motorsport          | WRC         | 2h20'12"5 | +58"8      | 15       |
| 5.        | 1        | Sébastien Ogier  | Julien Ingrassia       | Toyota Yaris WRC       | Toyota Gazoo Racing WRT | WRC         | 2h22'08"1 | +2'54"4    | 10       |
| 6.        | 44       | Gus Greensmith   | Chris Patterson        | Ford Fiesta WRC        | M-Sport Ford WRT        | WRC         | 2h24'16"0 | +5'02"3    | 8        |
| 7.        | 16       | Adrien Fourmaux  | Alexandre Coria        | Ford Fiesta WRC        | M-Sport Ford WRT        | WRC         | 2h25'36"6 | +6'22"9    | 6        |
| 8.        | 23       | Teemu Suninen    | Mikko Markkula         | Volkswagen Polo GTI R5 | Movisport SRL           | RC2 / WRC-2 | 2h29'05"8 | +9'52"1    | 4        |
| 9.        | 20       | Mads Østberg     | Torstein Eriksen       | Citroën C3 Rally2      | TRT World Rally Team    | RC2 / WRC-2 | 2h29'21"5 | +10'07"8   | 2        |
| 10.       | 32       | Emil Lindholm    | Reeta Hämäläinen       | Škoda Fabia Rally2 Evo | -                       | RC2 / WRC-3 | 2h30'06"5 | +10'52"8   | 1        |
| ...       | ...      | ...              | ...                    | ...                    | ...                     | ...         | ...       | ...        | ...      |
| 37.       | 18       | Takamoto Katsuta | Aaron Johnston         | Toyota Yaris WRC       | Toyota Gazoo Racing WRT | WRC         | 3h40'47"2 | +1h21'33"5 | 2        |
| WRC-2     |          |                  |                        |                        |                         |             |           |            |          |
| 1. (8.)   | 23       | Teemu Suninen    | Mikko Markkula         | Volkswagen Polo GTI R5 | Movisport SRL           | RC2 / WRC-2 | 2h29'05"8 | –          | 30       |
| 2. (9.)   | 20       | Mads Østberg     | Torstein Eriksen       | Citroën C3 Rally2      | TRT World Rally Team    | RC2 / WRC-2 | 2h29'21"5 | +15"7      | 22       |
| 3. (11.)  | 21       | Jari Huttunen    | Mikko Lukka            | Hyundai i20 N Rally2   | Hyundai Motorsport N    | RC2 / WRC-2 | 2h30'57"7 | +1'51"9    | 18       |
| 4. (16.)  | 24       | Martin Prokop    | Michal Ernst           | Ford Fiesta Rally2     | M-Sport Ford WRT        | RC2 / WRC-2 | 2h39'19"9 | +10'14"1   | 13       |
| 5. (17.)  | 26       | Georg Linnamäe   | James Morgan           | Volkswagen Polo GTI R5 | ALM Motorsport          | RC2 / WRC-2 | 2h39'25"0 | +10'19"2   | 10       |
| 6. (36.)  | 22       | Nikolaj Grjazin  | Konstantin Aleksandrov | Volkswagen Polo GTI R5 | Movisport SRL           | RC2 / WRC-2 | 3h30'46"8 | +1h01'41"0 | 10       |
| WRC-3     |          |                  |                        |                        |                         |             |           |            |          |
| 1. (10.)  | 32       | Emil Lindholm    | Reeta Hämäläinen       | Škoda Fabia Rally2 Evo | -                       | RC2 / WRC-3 | 2h30'06"5 | –          | 28       |
| 2. (12.)  | 30       | Mikko Heikkilä   | Topi Luhtinen          | Škoda Fabia Rally2 Evo | -                       | RC2 / WRC-3 | 2h31'07"8 | +1'01"3    | 22       |
| 3. (13.)  | 39       | Lauri Joona      | Mikael Korhonen        | Škoda Fabia R5         | -                       | RC2 / WRC-3 | 2h35'03"0 | +4'56"5    | 17       |
| 4. (14.)  | 28       | Pepe López       | Borja Odriozola        | Škoda Fabia Rally2 Evo | -                       | RC2 / WRC-3 | 2h35'47"1 | +5'40"6    | 16       |
| 5. (15.)  | 37       | Riku Tahko       | Markus Soininen        | Hyundai i20 R5         | -                       | RC2 / WRC-3 | 2h37'47"4 | +7'40"9    | 10       |
| 6. (18.)  | 29       | Egon Kaur        | Silver Simm            | Volkswagen Polo GTI R5 | Rautio Motorsport       | RC2 / WRC-3 | 2h41'43"6 | +11'37"1   | 13       |
| 7. (19.)  | 35       | Raul Jeets       | Andrus Toom            | Škoda Fabia Rally2 Evo | -                       | RC2 / WRC-3 | 2h44'06"6 | +14'00"1   | 6        |
| 8. (21.)  | 40       | Martin Vlček     | Karolína Jugasová      | Hyundai i20 R5         | -                       | RC2 / WRC-3 | 2h51'37"5 | +21'31"0   | 4        |
| 9. (23.)  | 41       | Jari Huuhka      | Jarno Metso            | Škoda Fabia R5         | -                       | RC2 / WRC-3 | 2h54'51"3 | +24'44"8   | 2        |
| 10. (26.) | 43       | Paulo Nobre      | Gabriel Morales        | Škoda Fabia R5         | -                       | RC2 / WRC-3 | 3h00'13"8 | +30'07"3   | 1        |

| Principali ritiri | Principali ritiri | Principali ritiri | Principali ritiri | Principali ritiri     | Principali ritiri       | Principali ritiri | Principali ritiri | Principali ritiri |
| PS                | Nº                | Pilota            | Copilota          | Auto                  | Squadra                 | Classe            | Causa             | Pos.              |
| ----------------- | ----------------- | ----------------- | ----------------- | --------------------- | ----------------------- | ----------------- | ----------------- | ----------------- |
| PS 7              | 27                | Oliver Solberg    | Craig Drew        | Hyundai i20 N Rally2  | Hyundai Motorsport N    | RC2 / WRC-2       | Incidente         | 16º               |
| PS 9              | 45                | Jani Paasonen     | Arto Kapanen      | Ford Fiesta R5        | Team Capitalbox         | RC2               | Guasto meccanico  | 41º               |
| PS 11             | 25                | Tom Kristensson   | David Arhusiander | Ford Fiesta Rally2    | M-Sport Ford WRT        | RC2 / WRC-2       | Radiatore         | 41º               |
| PS 14             | 11                | Thierry Neuville  | Martijn Wydaeghe  | Hyundai i20 Coupe WRC | Hyundai Shell Mobis WRT | WRC               | Radiatore         | 5º                |

Legenda
| Icona | Note                                                                                 |
| ----- | ------------------------------------------------------------------------------------ |
| WRC   | Equipaggio di classe WRC che può conquistare punti per il campionato costruttori     |
| WRC   | Equipaggio di classe WRC che non può conquistare punti per il campionato costruttori |
| WRC-2 | Equipaggio registrato al campionato WRC-2                                            |
| WRC-3 | Equipaggio registrato al campionato WRC-3                                            |
| JWRC  | Equipaggio registrato al campionato Junior WRC                                       |
|       | Ulteriori classificazioni                                                            |

### Prove speciali
| Frazione            | Prova | Ora   | Nome                      | Lunghezza | Vincitori                       | Tempo   | Velocità media | Leader del rally                |
| ------------------- | ----- | ----- | ------------------------- | --------- | ------------------------------- | ------- | -------------- | ------------------------------- |
| Frazione 1 (1º ott) | PS1   | 13:38 | Harju 1                   | 2,31 km   | Takamoto Katsuta Aaron Johnston | 1'49"7  | 75,81 km/h     | Takamoto Katsuta Aaron Johnston |
| Frazione 1 (1º ott) | PS2   | 14:36 | Ässämäki 1                | 12,31 km  | Craig Breen Paul Nagle          | 5'44"8  | 128,53 km/h    | Ott Tänak Martin Järveoja       |
| Frazione 1 (1º ott) | PS3   | 15:26 | Sahloinen - Moksi 1       | 21,37 km  | Ott Tänak Martin Järveoja       | 10'14"5 | 125,19 km/h    | Ott Tänak Martin Järveoja       |
| Frazione 1 (1º ott) | PS4   | 17:08 | Ässämäki 2                | 12,31 km  | Ott Tänak Martin Järveoja       | 5'35"9  | 131,93 km/h    | Ott Tänak Martin Järveoja       |
| Frazione 1 (1º ott) | PS5   | 17:58 | Sahloinen - Moksi 2       | 21,37 km  | Craig Breen Paul Nagle          | 9'56"7  | 128,93 km/h    | Ott Tänak Martin Järveoja       |
| Frazione 1 (1º ott) | PS6   | 19:00 | Oittila                   | 19,75 km  | Elfyn Evans Scott Martin        | 10'21"5 | 114,40 km/h    | Craig Breen Paul Nagle          |
|                     |       |       |                           |           |                                 |         |                | Craig Breen Paul Nagle          |
| Frazione 2 (2 ott)  | PS7   | 08:16 | Kakaristo - Hassi 1       | 18,17 km  | Elfyn Evans Scott Martin        | 8'34"5  | 127,14 km/h    | Craig Breen Paul Nagle          |
| Frazione 2 (2 ott)  | PS8   | 09:14 | Päijälä 1                 | 22,61 km  | Elfyn Evans Scott Martin        | 10'28"9 | 129,43 km/h    | Elfyn Evans Scott Martin        |
| Frazione 2 (2 ott)  | PS9   | 10:38 | Arvaja 1                  | 13,49 km  | Elfyn Evans Scott Martin        | 6'55"0  | 117,02 km/h    | Elfyn Evans Scott Martin        |
| Frazione 2 (2 ott)  | PS10  | 11:28 | Patajoki 1                | 20,55 km  | Elfyn Evans Scott Martin        | 10'19"8 | 119,36 km/h    | Elfyn Evans Scott Martin        |
| Frazione 2 (2 ott)  | PS11  | 15:16 | Kakaristo - Hassi 2       | 18,17 km  | Ott Tänak Martin Järveoja       | 8'23"5  | 129,91 km/h    | Elfyn Evans Scott Martin        |
| Frazione 2 (2 ott)  | PS12  | 16:14 | Päijälä 2                 | 22,61 km  | Ott Tänak Martin Järveoja       | 10'18"5 | 131,60 km/h    | Elfyn Evans Scott Martin        |
| Frazione 2 (2 ott)  | PS13  | 17:38 | Arvaja 2                  | 13,49 km  | Ott Tänak Martin Järveoja       | 6'49"5  | 118,59 km/h    | Elfyn Evans Scott Martin        |
| Frazione 2 (2 ott)  | PS14  | 18:28 | Patajoki 2                | 20,55 km  | Elfyn Evans Scott Martin        | 10'09"2 | 121,44 km/h    | Elfyn Evans Scott Martin        |
| Frazione 2 (2 ott)  | PS15  | 20:00 | Harju 2                   | 2,31 km   | Ott Tänak Martin Järveoja       | 1'48"4  | 76,72 km/h     | Elfyn Evans Scott Martin        |
|                     |       |       |                           |           |                                 |         |                | Elfyn Evans Scott Martin        |
| Frazione 3 (3 ott)  | PS16  | 08:35 | Laukaa 1                  | 11,75 km  | Ott Tänak Martin Järveoja       | 5'24"2  | 130,48 km/h    | Elfyn Evans Scott Martin        |
| Frazione 3 (3 ott)  | PS17  | 09:38 | Ruuhimäki 1               | 11,12 km  | Elfyn Evans Scott Martin        | 5'25"5  | 122,99 km/h    | Elfyn Evans Scott Martin        |
| Frazione 3 (3 ott)  | PS18  | 11:01 | Laukaa 2                  | 11,75 km  | Elfyn Evans Scott Martin        | 5'18"0  | 133,02 km/h    | Elfyn Evans Scott Martin        |
| Frazione 3 (3 ott)  | PS19  | 13:18 | Ruuhimäki 2 (power stage) | 11,12 km  | Elfyn Evans Scott Martin        | 5'18"9  | 125,53 km/h    | Elfyn Evans Scott Martin        |

### Power stage
PS19: Ruuhimäki 2 di 11,12 km, disputatasi domenica 3 ottobre 2021 alle ore 13:18 (UTC+3).
| Pos. | No. | Pilota           | Co-pilota       | Auto                  | Classe | Tempo  | Distacco | Punti |
| ---- | --- | ---------------- | --------------- | --------------------- | ------ | ------ | -------- | ----- |
| 1    | 33  | Elfyn Evans      | Scott Martin    | Toyota Yaris WRC      | WRC    | 5'18"9 | –        | 5     |
| 2    | 8   | Ott Tänak        | Martin Järveoja | Hyundai i20 Coupe WRC | WRC    | 5'20"6 | +1"7     | 4     |
| 3    | 4   | Esapekka Lappi   | Janne Ferm      | Toyota Yaris WRC      | WRC    | 5'21"8 | +2"9     | 3     |
| 4    | 18  | Takamoto Katsuta | Aaron Johnston  | Toyota Yaris WRC      | WRC    | 5'24"6 | +5"7     | 2     |
| 5    | 42  | Craig Breen      | Paul Nagle      | Hyundai i20 Coupe WRC | WRC    | 5'25"6 | +6"7     | 1     |

## Classifiche mondiali
Classifica piloti
| Pos. | Pos. | Pilota                    | Punti |
| ---- | ---- | ------------------------- | ----- |
| 1    |      | Sébastien Ogier           | 190   |
| 2    |      | Elfyn Evans               | 166   |
| 3    |      | Thierry Neuville          | 130   |
| 4    |      | Kalle Rovanperä           | 129   |
| 5    |      | Ott Tänak                 | 128   |
| 6    | 1    | Craig Breen               | 76    |
| 7    | 1    | Takamoto Katsuta          | 68    |
| 8    |      | Gus Greensmith            | 52    |
| 9    |      | Dani Sordo                | 43    |
| 10   |      | Adrien Fourmaux           | 42    |
| 11   | 5    | Esapekka Lappi            | 22    |
| 12   | 1    | Teemu Suninen             | 21    |
| 13   | 1    | Mads Østberg              | 15    |
| 14   | 1    | Yohan Rossel              | 12    |
| 15   | 1    | Jari Huttunen             | 10    |
| 16   |      | Andreas Mikkelsen         | 10    |
| 17   |      | Oliver Solberg            | 6     |
| 18   |      | Pierre-Louis Loubet       | 6     |
| 19   |      | Onkar Rai                 | 6     |
| 20   |      | Pepe López                | 4     |
| 21   |      | Pieter-Jan-Michiel Cracco | 4     |
| 22   |      | Karan Patel               | 4     |
| 23   |      | Aleksej Luk'janjuk        | 4     |
| 24   |      | Jan Solans                | 2     |
| 25   |      | Carl Tundo                | 2     |
| 26   |      | Fabian Kreim              | 2     |
| 27   |      | Marco Bulacia Wilkinson   | 2     |
| 28   |      | Nikolaj Grjazin           | 1     |
| 29   | N    | Emil Lindholm             | 1     |
| 30   | 1    | Eric Camilli              | 1     |
| 31   | 1    | Vincent Verschueren       | 1     |

Classifica copiloti
| Pos. | Pos. | Pilota                   | Punti |
| ---- | ---- | ------------------------ | ----- |
| 1    |      | Julien Ingrassia         | 190   |
| 2    |      | Scott Martin             | 166   |
| 3    |      | Martijn Wydaeghe         | 130   |
| 4    |      | Jonne Halttunen          | 129   |
| 5    |      | Martin Järveoja          | 128   |
| 6    | 1    | Paul Nagle               | 76    |
| 7    | 1    | Daniel Barritt           | 66    |
| 8    |      | Chris Patterson          | 46    |
| 9    |      | Renaud Jamoul            | 36    |
| 10   | 9    | Janne Ferm               | 22    |
| 11   |      | Mikko Markkula           | 21    |
| 12   | 2    | Borja Rozada             | 20    |
| 13   | 1    | Alexandre Coria          | 18    |
| 14   | 2    | Torstein Eriksen         | 15    |
| 15   | 2    | Cándido Carrera          | 12    |
| 16   | 1    | Carlos del Barrio        | 11    |
| 17   | 1    | Mikko Lukka              | 10    |
| 18   | 1    | Ola Fløene               | 8     |
| 19   | 1    | Elliott Edmondson        | 8     |
| 20   | 1    | Sebastian Marshall       | 6     |
| 21   | 1    | Florian Haut-Labourdette | 6     |
| 22   |      | Drew Sturrock            | 6     |
| 23   |      | Jasper Vermeulen         | 4     |
| 24   |      | Diego Vallejo            | 4     |
| 25   |      | Tauseef Khan             | 4     |
| 26   |      | Jaroslav Fëdorov         | 4     |
| 27   |      | Rodrigo Sanjuan          | 2     |
| 28   |      | Tim Jessop               | 2     |
| 29   |      | Frank Christian          | 2     |
| 30   |      | Marcelo Der Ohannesian   | 2     |
| 31   | N    | Aaron Johnston           | 2     |
| 32   | 1    | Konstantin Aleksandrov   | 1     |
| 33   | N    | Reeta Hämäläinen         | 1     |
| 34   | 2    | François-Xavier Buresi   | 1     |
| 35   | 2    | Filip Cuvelier           | 1     |

Classifica costruttori WRC
| Pos. | Pos. | Squadra                 | Punti |
| ---- | ---- | ----------------------- | ----- |
| 1    |      | Toyota Gazoo Racing WRT | 439   |
| 2    |      | Hyundai Shell Mobis WRT | 378   |
| 3    |      | M-Sport Ford WRT        | 171   |
| 4    |      | Hyundai 2C Competition  | 44    |